# Rembrandt (Fernsehgerät)

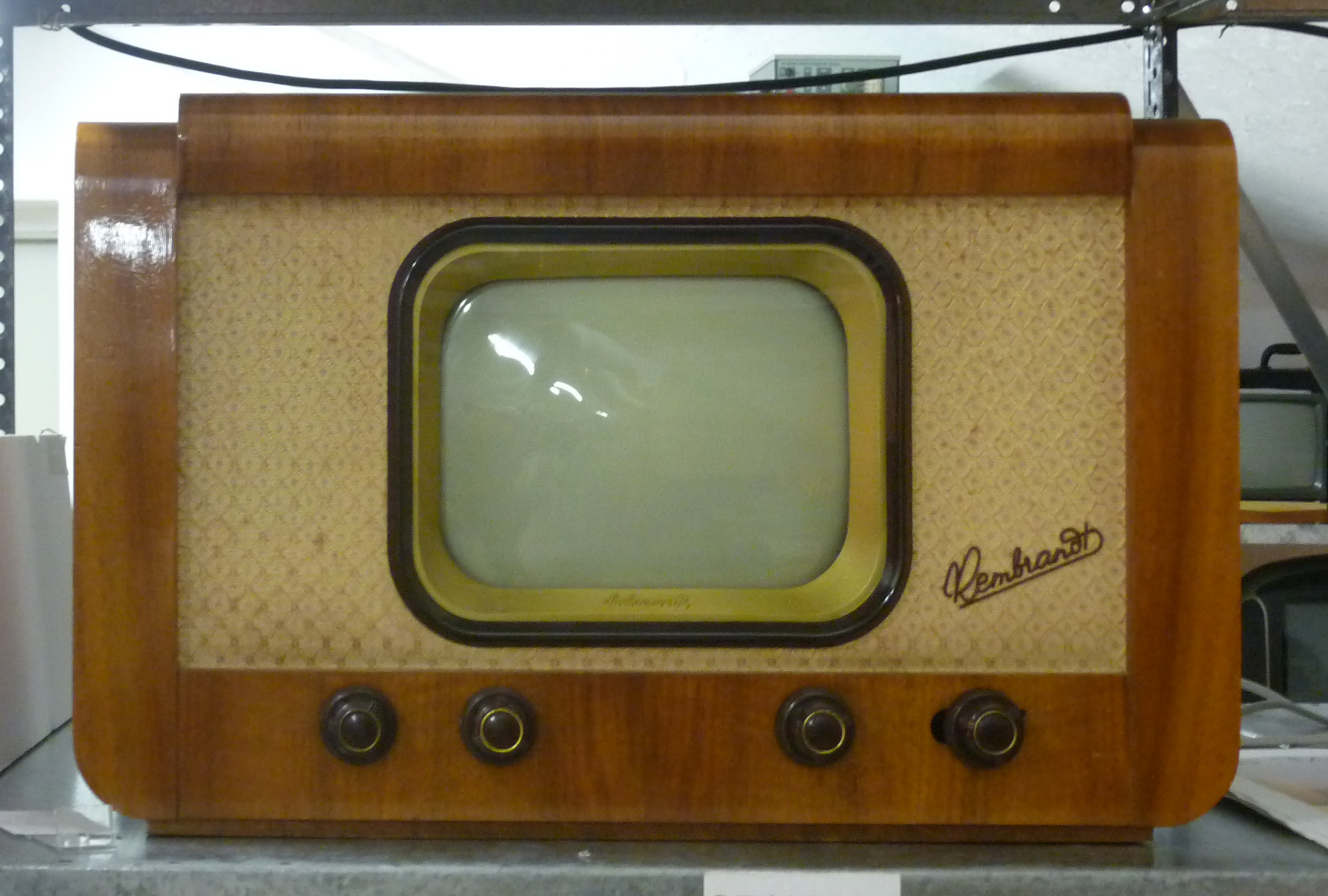
Fernsehempfänger Rembrandt

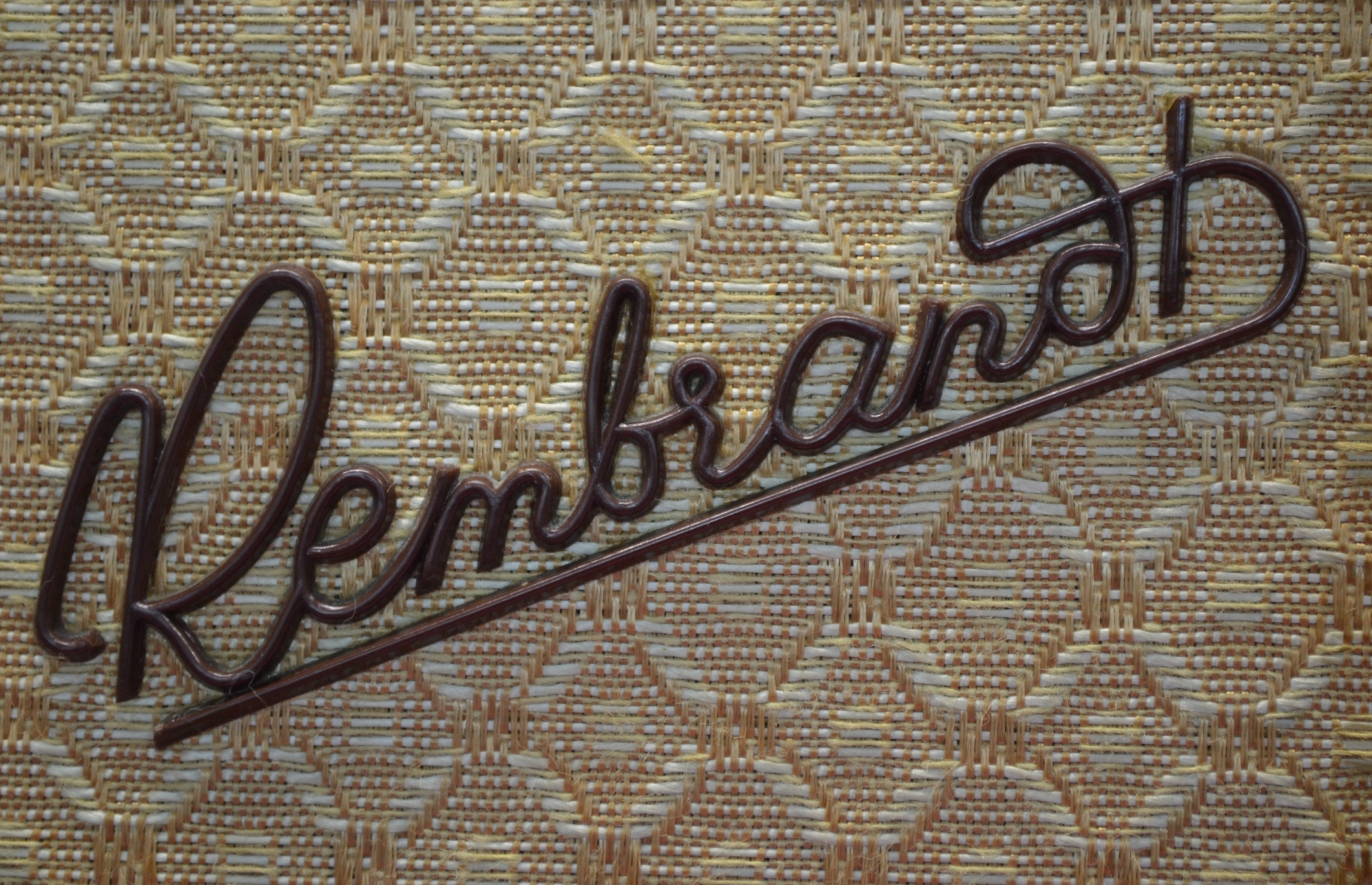
Rembrandt-Schriftzug auf dem Fernsehgerät

Das Fernsehgerät FE 852 Rembrandt war das erste, ursprünglich für den Verkauf in der Sowjetunion entwickelte, Fernsehgerät der DDR und kam, weil die Sowjetunion aus unbekannten Gründen die Abnahme verweigerte, ab 1953 in der DDR zum Verkauf. Es besaß eine Bildschirmgröße von 24 mal 18 Zentimeter und wurde im VEB Sachsenwerk Radeberg (später Rafena) entwickelt und hergestellt. Der Sendebeginn des Deutschen Fernsehfunks in der Versuchsphase war am 21. Dezember 1952, als die kommunistische Welt „Stalins 73. Geburtstag“ feierte. Schon 1947 wurden in der Sowjetischen Besatzungszone testweise Fernseher produziert. In der DDR wurden erste Fernseh-Rundfunkempfänger vom Typ Leningrad ab 16. November 1952 verkauft. Das im VEB Sachsenwerk Radeberg hergestellte Gerät Leningrad kostete anfangs 3500 DM, bei einem damaligen durchschnittlichen Monatseinkommen von rund 300 DM. Bis zur Produktions-Einstellung 1954 sind jedoch nur ca. 3000 Geräte Leningrad in der DDR verkauft worden, die Hauptproduktion von ca. 130.600 Geräten musste als Reparations-Leistung an die Sowjetunion geliefert werden.
Der FE 852 Rembrandt hatte eine Rundkolbenbildröhre (im Gegensatz zu der aufwändigeren Rechteckbildröhre) und wurde ursprünglich für die Ostblock-Fernsehnorm OIRT mit einem Ton-Bildabstand von 6,5 MHz statt der im Westen üblichen 5,5 MHz gebaut. 1954 hatte die Führung der DDR beschlossen, eine einheitliche Fernsehnorm für Deutschland einzuführen, alle später gebauten Modelle empfingen nach der 
CCIR-Norm. Die Umrüstung älterer Fernseher war jedoch einfach zu bewerkstelligen. Mit diesem Gerät konnten neben den zehn VHF-Fernsehkanälen auch zwei UKW-Radiokanäle empfangen werden. Vorbestückt waren jeweils nur zwei Module für 2 Programme, für andere Sender musste man entsprechende Baugruppen nachkaufen. Da es zu dieser Zeit in Ost und West nur jeweils ein Programm gab, war dies in der Praxis damals kein Problem.
Vom Gerätetyp Rembrandt sind von 1953 bis zur Produktionseinstellung 1956 insgesamt 42.206 Stck. produziert und ausschließlich in der DDR verkauft worden. Gekostet hat der Fernseher damals etwa 1400 DM.